# MiniBooNE

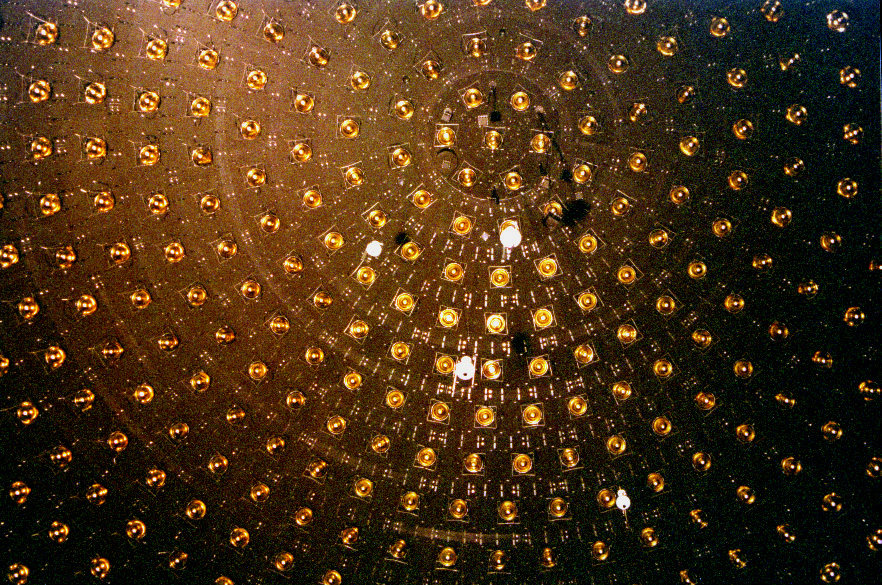
MiniBooNEニュートリノ検出器の内部

MiniBooNE実験はフェルミ国立加速器研究所で現在進行中のニュートリノ振動の実験である("BooNE"は"Booster Neutrino Experiment"の略)。人工のミューオンニュートリノビームが800トンの鉱油で満たされた検出器に向かって放たれ、ニュートリノによる反応が1280個の 検出器を囲んだ光電子増倍管によって観測される 。もし電子ニュートリノがミューオンニュートリノビームの中から見つかれば過去にロスアラモス研究所で行われたLSND実験の結果を証明することになる。
MiniBooNEは2002年にデータ収集を開始し、2017年時点でまだ稼働し続けている。

## 歴史と目的
太陽ニュートリノと大気ニュートリノの実験的観測によって、ニュートリノに質量があること示すニュートリノ振動の証拠が既に示されている。ロスアラモス国立研究所のLSND実験によるデータは、標準模型の枠組みの中にある他のニュートリノ実験で測定された振動パラメータと矛盾していたため物議を醸した。標準模型が拡張されるか、一方の実験結果に別の解釈がなければならない。さらに、カールスルーエのKARMEN実験はLSND実験と同様に「低エネルギー」領域で実験を行ったが、ニュートリノ振動の兆候が見られなかった。この実験はLSNDより感度が低く、どちらも正しい可能性がある。
宇宙論的データはステライルニュートリノの質量に間接的にではあるがモデルに依存する制限を与えることができる。例えば、Dodelsonらは95% (99.9%)の信頼限界でms < 0.26 eV (0.44 eV)としているが、Gelminiらのモデルのように、宇宙論的データは別の仮定に基づくモデルに適合させることもできる。
MiniBooNEは物議を醸しているLSNDの結果を制御された環境下で明確に確認または否定するために設計された。
2007年2002年にビームが稼働した後、最初の結果が2007年3月末に得られたが、LSNDの「低エネルギー」領域でミューニュートリノから電子ニュートリノへの振動の証拠はなく、LSNDの結果を単純な2種類のニュートリノ間の振動とする解釈を否定した。このデータのより高度な分析が現在MiniBooNE共同研究グループによって行われている。初期の指摘として、ステライルニュートリノの存在が示唆され、この効果を一部の物理学者はバルクあるいはローレンツ対称性の破れ の兆候と解釈している。
2008年MiniBooNEのメンバーの一部が外部の研究者と新たな共同研究グループを結成し、さらなる調査のために設計された新たな実験（MicroBooNEと呼ばれる）を提案した。
2018年arXivで公開された研究で、共同研究グループはLSNDにおけるニュートリノ振動の発見は、4.8 シグマレベル、LSNDのデータと合わせれば6.1シグマレベルで確かめられたと報告した。これはステライルニュートリノの検出と既知の物理学からの大幅な逸脱を示唆している。この論文の意味するところは、ミューニュートリノの一部はステライルニュートリノになった後、さらに電子ニュートリノに変化しているということである。